# Centauros de La Guaira
Los Centauros de La Guaira son un equipo profesional de béisbol de Venezuela con sede en Catia La Mar, Vargas, La Guaira. Compiten en la Liga Mayor de Béisbol Profesional (LMBP) y disputan sus partidos como locales en el Estadio Jorge Luis García Carneiro. Sus contrincantes son: Marineros de Carabobo, Senadores de Caracas, Líderes de Miranda, Samanes de Aragua, Guerreros de Lara, Caciques de Distrito y Delfines de La Guaira.
El equipo, fue uno de los dos equipos de expansión que se unieron a la Liga Mayor de Béisbol en la Temporada 2022 junto a Caciques de Distrito.

## Historia

### Temporada 2022
El 12 de marzo de 2022 la LMBP anunció que la segunda edición contaría con dos nuevos equipos para formar un total de ocho organizaciones correspondiente a la primera expansión del torneo en 2022. Caciques de Distrito que formaría parte de la primera novedad del torneo, el cual ya contaba con su plantilla inicial para saltar al terreno de juego. Mientras que Relámpagos del Zulia, quién inicialmente formaría parte de la cita, decidió que se mantendría en espera para ingresar a la LMBP en un mediano plazo cuando pueda disputar sus compromisos en Maracaibo.
Por ello, ingresaría Centauros de La Guaira tomando la base de jugadores escogidos en el draft por la organización marabina.
Además la Liga reveló que Lanceros de La Guaira no formaría parte de la segunda edición por razones extradeportivas. En 2021 se ubicaron en el último lugar al dejar récord de (9-20).
La vacante fue tomada por los Delfines de La Guaira que heredó el roster de Lanceros para convertirse en los nuevos representantes del litoral junto con Centauros.
El equipo inició con mucho entusiasmo su primera participación en la Liga Mayor, sin embargo el resultado no fue el esperado al lograr solo 10 victorias y caer derrotados en 31 ocasiones, jugando para .244, siendo su debut realmente lamentable e inesperado.

### Temporada 2023
Centauros tuvo una temporada difícil, terminando en la parte baja de la tabla con un récord de 10 victorias y 31 derrotas. Wilson Álvarez fue el coach de pitcheo, aportando su experiencia en la LVBP.

### Temporada 2024
Para esta temporada, Ángel Tovar asumió como manager, luego de haber sido coach de banca en 2023, Wilson Álvarez pasó a ser coach de banca, Yohan Pino se incorporó como instructor de pitcheo y Silverio Navas fue el coach de bateo. Tuvieron un desempeño sólido durante toda la temporada, terminando con un récord de 23 victorias y 19 derrotas, lo que los ubicó en la cuarta posición de la tabla. A pesar de haber peleado hasta el final por un cupo a la postemporada, los Centauros quedaron eliminados en tras perder su último partido de la ronda regular contra Samanes de Aragua en el Estadio José Pérez Colmenares de Maracay.

## Logo
El logo del equipo consiste en una base de color rojo con un jugador en posición para batear y Centauros en medio.

## Jugadores

### Equipo actual
| Pitchers | Pitchers             | Pitchers | Pitchers | Pitchers | Pitchers   | Pitchers            | Pitchers            |
| #        | Nombre               | Batea    | Lanza    | Altura   | Peso (Lbs) | Fecha de nacimiento | Lugar de nacimiento |
| -------- | -------------------- | -------- | -------- | -------- | ---------- | ------------------- | ------------------- |
| 27       | Candelo, Luis        | R        | R        | 5'11     | 190        | 06/27/1997          | Venezuela           |
| 67       | Cedeno, Luis         | R        | R        | 5'11     | 154        | 07/14/1994          | Venezuela           |
| 32       | Chaparro, Francisco  | R        | R        | 6'1      | 176        | 07/28/1993          | Venezuela           |
| 8        | Colina, Jhoan        | R        | R        | 6'0      | 165        | 01/01/1999          | Venezuela           |
| 33       | Custodio, Claudio    | R        | R        | 5'10     | 155        | 10/30/1990          | Venezuela           |
|          | Garces, Frank        | L        | L        | 5'11     | 175        | 01/17/1990          | Venezuela           |
| 57       | Guillon, Ismael      | L        | L        | 6'2      | 222        | 02/13/1992          | Venezuela           |
| 41       | Ibarra, Edgar        | L        | L        | 6'0      | 190        | 05/31/1989          | Venezuela           |
| 39       | Medina, Henry        | R        | R        | 6'0      | 175        | 09/05/1997          | Venezuela           |
| 17       | Missaki, Daniel      | R        | R        | 6'0      | 170        | 04/09/1996          | Japón               |
| 73       | Morales, Osmer       | R        | R        | 6'3      | 196        | 10/30/1992          | Venezuela           |
| 7        | Moscoso, Guillermo   | R        | R        | 6'1      | 200        | 11/14/1983          | Venezuela           |
| 34       | Pacheco, Luis        | R        | R        | 6'2      | 185        | 04/22/1999          | Venezuela           |
| 55       | Ramírez, Luis Miguel | R        | R        | 5'11     | 175        | 09/14/1997          | Venezuela           |
| 40       | Rincones, Ronny      | R        | R        | 5'10     | 160        | 10/31/2001          | Venezuela           |
|          | Sánchez, Francisco   | L        | L        | 6'1      | 180        | 04/24/1998          | Venezuela           |
| 2        | Sánchez, Adrián      | R        | R        | 5'91     | 176        | 06/27/1998          | Venezuela           |
| 45       | Taveras, Willy       | R        | R        | 5'11     | 163        | 01/20/1998          | Venezuela           |
| 51       | Valladares, Randy    | L        | L        | 5'11     | 155        | 07/06/1994          | Venezuela           |

| Cácheres | Cácheres        | Cácheres | Cácheres | Cácheres | Cácheres   | Cácheres            | Cácheres            |
| #        | Nombre          | Batea    | Lanza    | Altura   | Peso (Lbs) | Fecha de nacimiento | Lugar de nacimiento |
| -------- | --------------- | -------- | -------- | -------- | ---------- | ------------------- | ------------------- |
| 24       | Graterol, Juan  | R        | R        | 6'1      | 225        | 02/14/1989          | Venezuela           |
| 16       | Navas, Eduardo  | L        | R        | 5'10     | 180        | 04/05/1996          | Venezuela           |
| 15       | Pérez, Arvicent | R        | R        | 5'10     | 180        | 01/14/1994          | Venezuela           |
| 44       | Sánchez, Héctor | B        | R        | 6'0      | 220        | 11/17/1989          | Venezuela           |

| Infielders | Infielders         | Infielders | Infielders | Infielders | Infielders | Infielders          | Infielders           |
| #          | Nombre             | Batea      | Lanza      | Altura     | Peso (Lbs) | Fecha de nacimiento | Lugar de nacimiento  |
| ---------- | ------------------ | ---------- | ---------- | ---------- | ---------- | ------------------- | -------------------- |
| 14         | Caro, Roberto      | B          | R          | 6'0        | 185        | 09/25/1993          | República Dominicana |
| 37         | Corredor, Aldrem   | L          | L          | 6'0        | 202        | 10/27/1995          | Venezuela            |
| 66         | Cubillan, Ricardo  | B          | R          | 6'0        | 155        | 02/01/1998          | Venezuela            |
| 59         | Flames M, Daniel J | R          | R          | 5'7        | 154        | 10/27/2006          | Venezuela            |
|            | Flores, Antoni     | R          | R          | 6'1        | 207        | 10/14/2000          | Venezuela            |
| 25         | García, Héctor     | R          | R          | 6'2        | 210        | 03/16/1990          | Venezuela            |
| 9          | Marchan, Rafael    | L          | R          | 0'0        | 0          | 06/07/2006          | Venezuela            |
| 22         | Martínez, José     | B          | R          | 5'10       | 185        | 08/15/1996          | Venezuela            |
| 3          | Rivas, José        | R          | R          | 5'9        | 165        | 09/05/2000          | Venezuela            |
| 4          | Valerio, Adrián    | L          | R          | 5'11       | 176        | 12/17/1992          | Venezuela            |

| OutFielders | OutFielders        | OutFielders | OutFielders | OutFielders | OutFielders | OutFielders         | OutFielders         |
| #           | Nombre             | Batea       | Lanza       | Altura      | Peso (Lbs)  | Fecha de nacimiento | Lugar de nacimiento |
| ----------- | ------------------ | ----------- | ----------- | ----------- | ----------- | ------------------- | ------------------- |
|             | Cuadrado, Romer    | R           | R           | 6'4         | 185         | 09/12/1997          | Venezuela           |
| 26          | Machado, Carlos    | R           | R           | 6'2         | 170         | 06/05/1998          | Venezuela           |
| 52          | Melendez, Anderson | R           | R           | 6'3         | 166         | 05/31/2000          | Venezuela           |
| 12          | Palma, Alexander   | R           | R           | 6'0         | 201         | 10/18/1995          | Venezuela           |

Nota:
L: Batea a la Izquierda, R: Batea a la Derecha B: Batea Ambas